# Стадион Елиџент
Стадион Елиџент (енгл. Allegiant Stadium) је вишенаменски стадион у граду Парадајс, Невада, САД.
Власник рејдерса, Марк Дејвис, је 2016. године предложио да се клуб пресели на другу локацију, а 2017. године, амерички фудбалски тим Лас Вегас рајдерс одлучио је да се пресели из Оукланда у Лас Вегас, са одобрењем НФЛ. Да би се то остварило био је потребан стадион у Лас Вегасу. Изградња стадиона почела је 18. септембра 2017. године, а 13. новембра одржана је церемонија званичног почетка изградње. Изградња је трајала од 2017. до 2020. Међутим, отварање је отежала криза са короном. На пример, концерт са Гартом Бруксом је померен са августа 2020. на фебруар 2021. године. Први догађај који је могао да се одржи на стадиону била је утакмица рејдерса против Њу Орлеанс сејнтса (34–24) 21. септембра 2020. године. Финале Златног купа Конкакафа 2021. одржано је на стадиону 1. августа 2021. године. У том финалу, Сједињене Државе су победиле Мексико са 1:0.  21. августа 2021. америчка рвачка организација Ворлд Врестлинг Ентертаинмент (ВВЕ) одржала је свој трећи по величини догађај, Суммерслам, на стадиону.

## Фудбал
Стадион Елиџент је био домаћин финала Златног купа КОНКАКАФ 2021. 1. августа 2021. године.
Стадион би такође требало да буде домаћин Лига купа 2021. и 2022. између МЛСа и Лиге МКС.
| Датум               | Екипа #1         | Рез.           | Екипа #2         | Такмичење                          | Посета |
| ------------------- | ---------------- | -------------- | ---------------- | ---------------------------------- | ------ |
| 1. август 2021.     | Сједињене Државе | 1 : 0 (п.с.н.) | Мексико          | Конкакафов златни куп 2021. Финале | 61.514 |
| 22. септембар 2021. | Клуб Леон        | 3 : 2          | Сијетл саундерси | Лига куп 2021. финале              | 24.824 |